# Tempio Pausania
Tempio Pausania ( Tèmpiu in gallurese /ˈtɛːmpju̩/) è un comune italiano di 12 937 abitanti, capoluogo, insieme a Olbia, della provincia della Gallura Nord-Est Sardegna in Sardegna.
Situato nel cuore della Gallura, ai piedi del monte Limbara, è sede di un tribunale, conta varie scuole superiori e un ospedale civile, nonché di una sede vescovile cattolica (diocesi di Tempio-Ampurias). La denominazione "Pausania" venne aggiunta alla fine dell'Ottocento a indicare Phausania, la prima sede vescovile in Gallura, secondo alcuni, località medioevale sorta sui ruderi della Olbia romana o nelle sue vicinanze, anche se al momento non vi sono evidenze storico-archeologiche che lo provino.
Vi si trova la sede dei tribunali civile e penale, con competenza sull'intera Gallura, uffici finanziari, sede locale dell'Agenzia delle entrate, conservatoria dell'Agenzia del territorio, e previdenziali (INPS), uffici della zona omogenea di Olbia-Tempio subentrata alla soppressa provincia nell'esercizio delle funzioni provinciali (già sede condivisa della Presidenza e del Consiglio), uffici regionali con competenza provinciale (Servizio demanio e patrimonio di Tempio-Olbia, Servizio territoriale della Gallura dell'Agenzia ARGEA Sardegna (ex ERSAT), Servizio territoriale del Corpo forestale e di vigilanza ambientale, Ispettorato ripartimentale di Forestas, sede dell'unione di comuni "Alta Gallura", comprendente 10 comuni, sede del sistema bibliotecario Anglona-Gallura, sede del Dipartimento della ricerca per il sughero e la silvicoltura dell'Agenzia AGRIS Sardegna, ex Stazione sperimentale del sughero), stadio calcistico (stadio Nino Manconi, omologato per la serie B), sede vescovile (diocesi di Tempio-Ampurias).

### Territorio

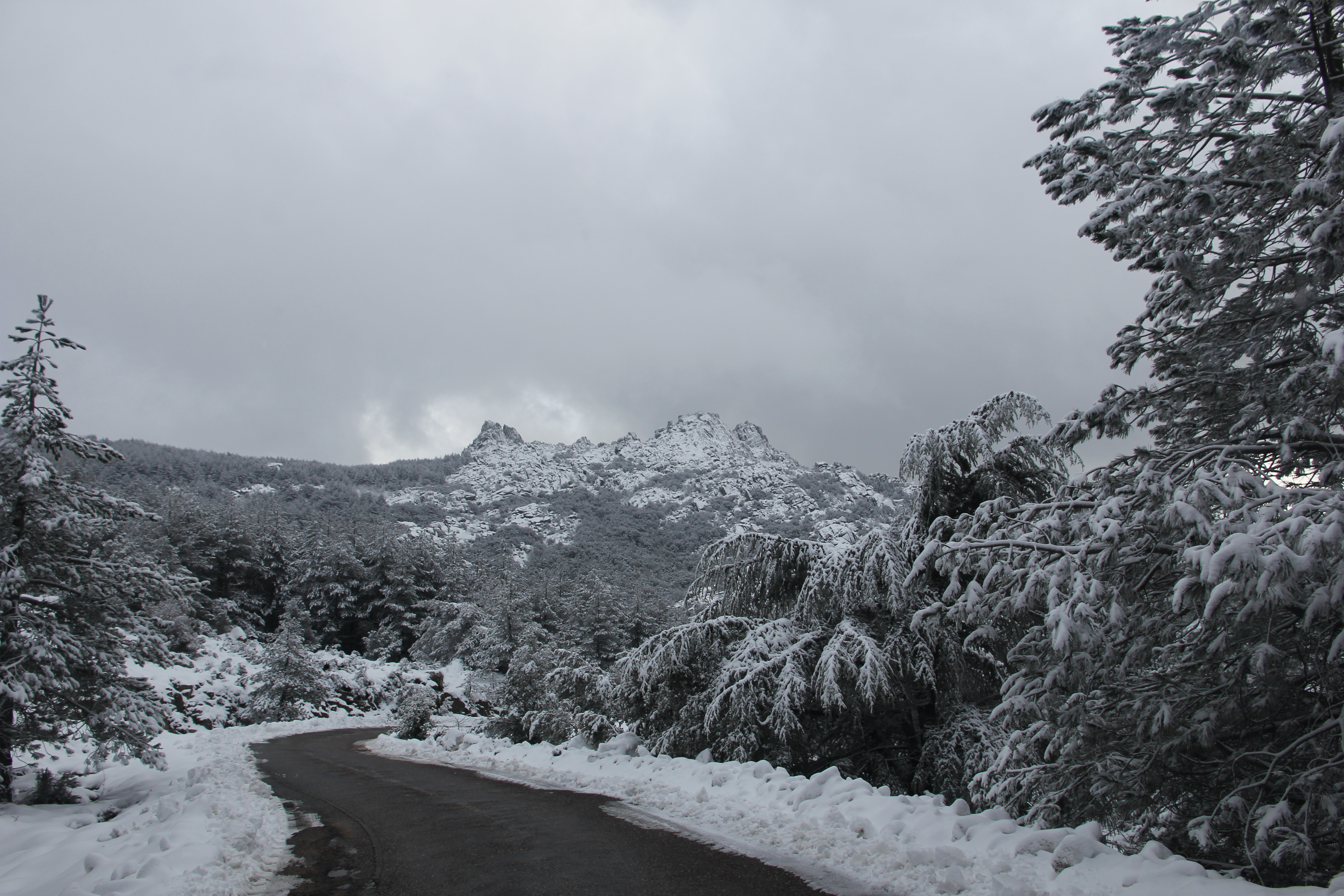
Vallicciola

## Geografia fisica

### Clima
Localizzata a 556 mslm, la città è caratterizzata da un clima mediterraneo con estati generalmente miti e inverni freschi. Nei mesi invernali, soprattutto in febbraio e inizio marzo, è abbastanza frequente vedere la neve.
Le precipitazioni medie annue sono di circa 785 mm, con fase più siccitosa in primavera e in estate, e il raggiungimento del picco massimo in autunno-inverno.

## Storia

### Origini

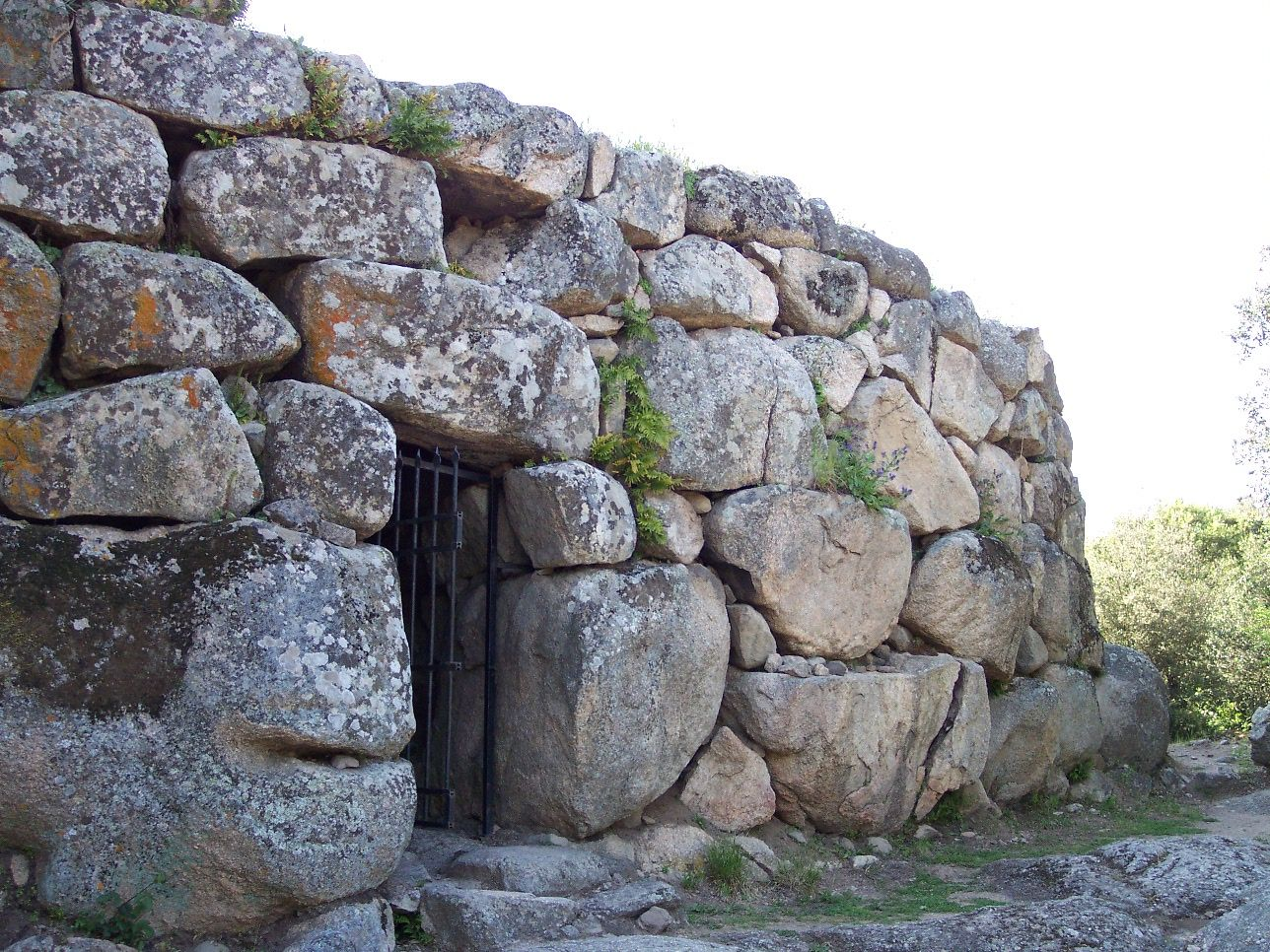
Il nuraghe Maiori

Delle prime forme di frequentazione e popolamento del territorio in epoca preistorica prenuragica sono testimonianza gli strumenti in selce e ossidiana risalenti al Neolitico e di contenitori ceramici dell'Eneolitico di probabile utilizzo pastorale sulle falde del Monte Limbara, della cultura di Abealzu-Filigosa.

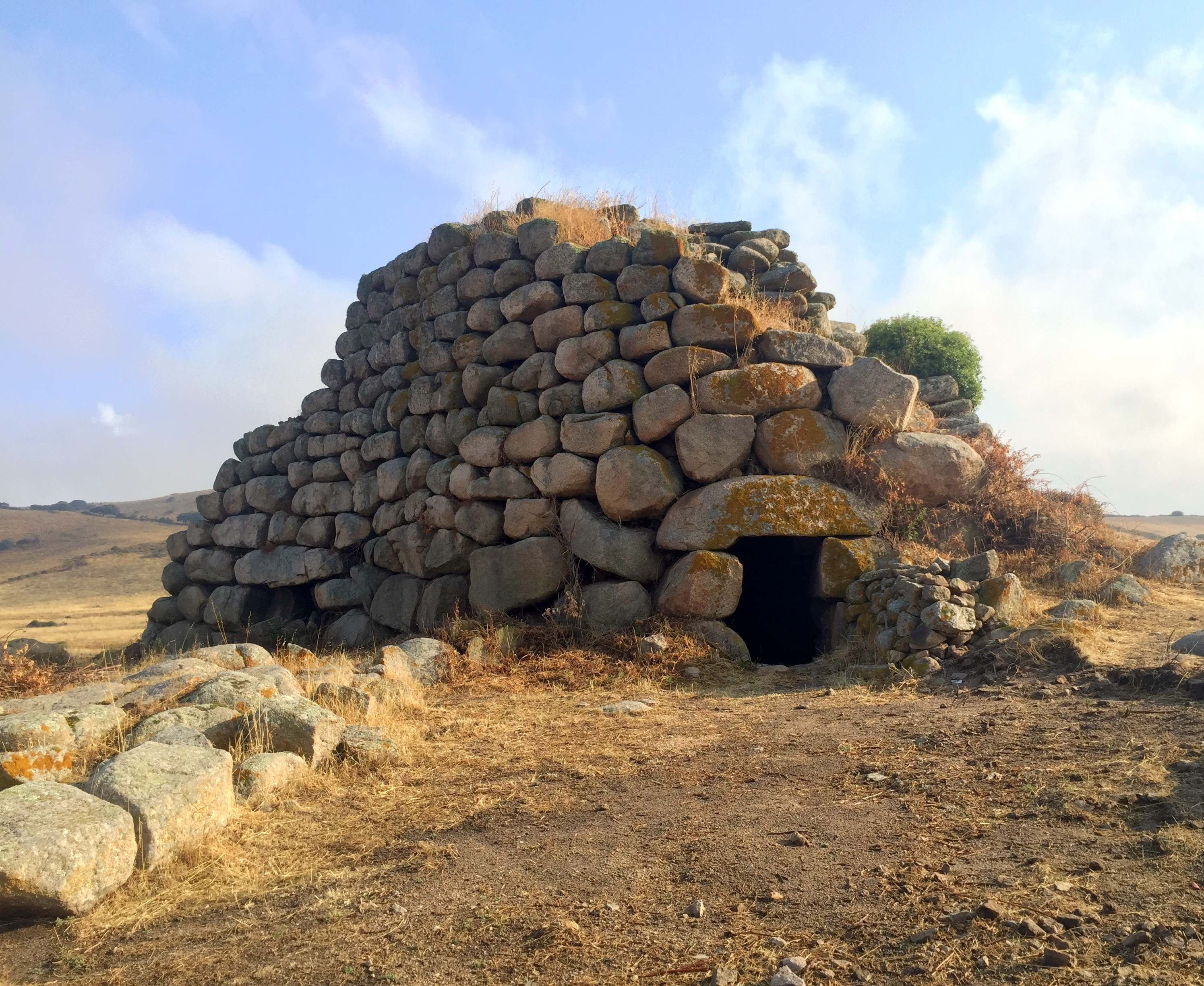
Il nuraghe Izzana

Maggiori tracce testimoniano l'insediamento di gruppi in epoca nuragica (dal 1800 a.C.), di cui sono testimonianza il villaggio sotto roccia del Monte Lu Finocchiu, le tombe di Monte di Deu e i nuraghi Izzana, Agnu (nella tipologia a "corridoio", maggiormente tipica della Gallura), Polcu (a thòlos) e Maiori (a tipologia mista corridoio-tholos), spesso accomunate dall'integrazione tra strutture architettoniche e rocce circostanti. La presenza fino all'Ottocento del nuraghe di Monti Pinna (citato dall'Angius), la denominazione del rione "lu Naracu" e scavi condotti nell'attuale piazza Gallura hanno rivelato i resti di un villaggio nuragico anche in corrispondenza della parte alta dell'area centrale della città.

### Periodo romano
Dopo la conquista della Sardegna da parte dei Romani (238 a.C.), in età imperiale (I secolo a.C.) alcune ipotesi vi individuano il centro romano di Gemellae, nei pressi della vicina Calangiani (oggi Calangianus), citato dall'Itinerarium Antonini del III secolo d.C. sull'itinerario sulle strade per Olbia (via Tertium, l'odierna Telti) e Tibula (forse l'odierna Castelsardo), da dove proseguiva per Turris Libisonis (oggi Porto Torres). Altri studi collocano Gemellae in località Milizzana (ai piedi del Monte Limbara), tra San Lorenzo e San Giorgio (nei pressi delle Fonti di Rinaggiu) o – come oggi sembra più probabile – a Monte Rennu (sul Coghinas, nei pressi di Perfugas). Un'altra ipotesi più recente individua a Tempio il santuario rurale "Hereum" di Tolomeo, dedicato a Era-Giunone.
Sono stati trovati resti romani (miliari, resti di antiche strade e di murature in mattoni) nella zona di Milizzana (località Tanca di li Frati) situata nei pressi della zona industriale, il cui toponimo potrebbe derivare dall'insediamento di un'antica milizia romana (forse una doppia legione o una coorte ausiliaria gemina composta da sardi e corsi, avamposto militare per il controllo delle popolazioni dei Corsi che abitavano l'interno della Gallura e dei Balari che abitavano il Monteacuto a sud del Limbara) che poteva avervi posto le basi per lottare contro le popolazioni indigene che vivevano nei pressi dell'odierno centro cittadino con insediamenti nuragici nei quartieri Monti Pinna e San Pietro. Altri ritrovamenti tra cui l'iscrizione funeraria di un milite della coorte che vi ha militato per 19 anni si hanno nella zona di San Lorenzo "an(nos) 3]IVI / milit(avit) an(nos) XVIIII / Cn(aeus) Faustinius Felix / heres eius / h(eres) f(ecit?) m(erenti?)".

### Periodo giudicale

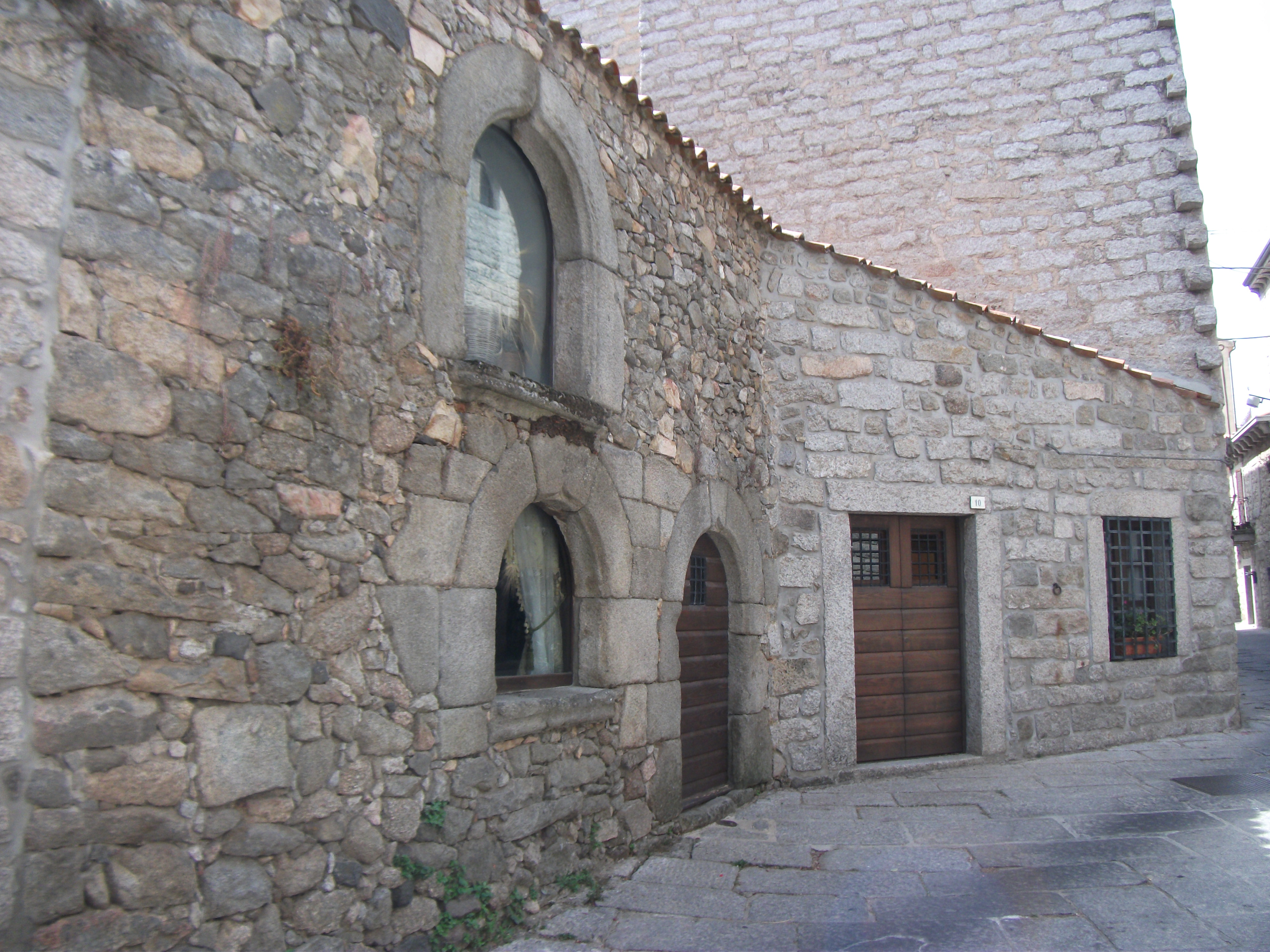
La presunta abitazione di Nino Visconti

Citata come Templo per la prima volta nel 1173 in un atto tra la Primaziale di Pisa e il vescovo di Civita (oggi Olbia) e successivamente come Villa Templi, in periodo giudicale diviene capoluogo della Curatoria di Gemini, una delle divisioni amministrative del giudicato di Gallura. Al periodo mediovale risalirebbe la costruzione delle originarie chiese di San Pietro e di Santa Croce che costituiranno il nucleo del centro abitato.
Nel 1296 con la morte di Nino Visconti (citato da Dante nella Divina Commedia), il giudicato di Gallura cade in mano pisana. A Nino Visconti la tradizione popolare attribuisce la presenza di una residenza a Tempio individuandola in un modesto edificio del centro storico nei pressi di piazza Gallura in cui sono effettivamente inglobati alcuni resti di un'architettura medioevale (altri resti medioevali sono incastonati in altri edifici del centro). Pur considerando, come ipotesi, la propensione delle corti giudicali a itinerare tra la capitale (Civita, l'attuale Olbia) e i maggiori centri del Giudicato, non sussistono comunque evidenze storiche a comprova di questa attribuzione.

### Periodo catalano e spagnolo (Regno di Sardegna)
Conquistata la Sardegna dagli Aragonesi (1324), in periodo del Regno di Sardegna nella corona d'Aragona, viene menzionata nel Rationes decimarum Italiae: Sardinia (1346-1350) come de Tempio. Presso l'Archivio di Stato di Cagliari è conservato un censimento fiscale del XV secolo, Castella villæ, silvæ saltus, terræ et jura totius Judicatus Galluræ, trascrizione di un originale del 1358, in cui vengono elencati i villaggi della curatoria di Gemini, suddivisi in Gemini Superiore (Agios, Villa Templi, Villa Latinacho, Guortiglassa) e Gèmini Josso (Villa Nughes, Villa Laùras, Villa Campo de Vinyes e Calanyanus), dalla quale risulta essere uno dei centri con minore carico fiscale. Il XIV secolo viene infatti caratterizzato, in conseguenza di guerre e pestilenze, da una forte crisi demografica che coinvolge in particolar modo le aree costiere (nel 1358, secondo il Compartiment de Sardenya aragonese, che riprende una descrizione pisana del 1320, Terranova, l'antica capitale Giudicale, conta appena 132 "uomini" soggetti all'imposta del testatico, che fa presumere una popolazione di circa 800 abitanti, in tutta la Gallura nel corso del secolo scompaiono più di sessanta piccoli centri) ma che non risparmia l'entroterra. Intorno alla metà del Trecento la Gallura Gemini viene infeudata dagli aragonesi a Guglielmo di Podio e risulta interessata per oltre mezzo secolo dalle rivolte filo-arborensi. In questa situazione di crisi, fino al 1350 la chiesa rettoriale di Tempio sarebbe stata probabilmente sede provvisoria del vescovo di Civita .
Infeudato nel 1420 alla famiglia sardo-iberica dei Carroz d'Arborea, nel corso del XV secolo nel centro si avvia un processo di sviluppo demografico ed economico, anche a causa dell'immigrazione dalla Corsica.
Nel 1506 con la bolla Romanus Pontifex, il papa Giulio II, unisce le diocesi di Civita e Ampurias, lasciando al destino il compito di scegliere la sede, infatti stabilì che il titolo diocesano sarebbe rimasto al vescovo che fosse sopravvissuto. Il vescovo di Civita Pedro Stornell morì nel 1510 e la residenza della diocesi unita venne stabilita a Castellaragonese (oggi Castelsardo).
Al 1519 risale la consacrazione a seguito di ricostruzione della chiesa di San Pietro, del cui impianto rimangono la base del campanile e il portale tardogotico della facciata principale.
Dalla prima metà del XVI secolo, in seguito alla decadenza di Terranova – che nel 1559 avrebbe contato non più di 90 fuochi, ossia famiglie, pari a 360-400 abitanti - diviene gradatamente il centro principale della Gallura, la più settentrionale della Sardegna.
Nel 1543 viene fondato a Tempio, su iniziativa di donna Giovanna de Portugal, moglie del feudatario, un convento francescano con chiesa d'impianto rinascimentale, nel 1545 vi si insediano i frati Minori Osservanti. Nel 1554 un Memoriale del Virrey del Reyno de Cerdeña rileva la presenza dei còrsi in Gallura (riferendosi a questa …parte de Cerdeña que confina con la Corçega… cita Está mucha parte d.ella habitada de corços…), che compaiono anche in una lettera di García Hernández a Filippo II del 1563 in cui si accenna ai numerosi còrsi che abitavano in Sardegna e che aderivano alla causa indipendentistica còrsa propugnata da Sampiero Ornano, mentre nel 1562, in un atto relativo alle campagne di Tempio, compare la prima attestazione della presenza degli stazzi (…quoddam stacium seu capannam pastorum…). Nel 1571, a seguito di una contesa per la successione, Tempio e l'ex curatoria di Gemini passano alla famiglia De Portugal. All'ultimo quarto del XVI secolo risalirebbe anche la ricostruzione della chiesa e il prospetto con il portale tardogotico dell'Oratorio del Rosario. Tra il 1580 e 1589 viene citata come Oppidum Templi nella Chorographia Sardiniae di Giovanni Francesco Fara che rileva come gran parte della Gallura sia del tutto disabitata (… multique ex illis pastoriciam et agrestem cum tota familia in montibus degunt vitam, mille greges illi totidemque armenta per herbas pascunt… e che farà affermare a Le Lannou "… La popolazione di quella vasta provincia è ormai tutta concentrata nella parte più interna, tra la grossa borgata di Tempio e i suoi villaggi. Tuttavia alcuni pastori coraggiosi percorrono, con le loro pecore e le loro capre, i "saltus" solitari. Sono esseri miserabili, in eterno movimento, abituati a dormire al riparo dei cespugli di lentischi e delle querce o tra le pietre dei nuraghi crollati").
Risparmiata dalle epidemie del Cinquecento, dal Seicento è sede di un mercato bovino che attira commercianti di origine iberica e la piccola nobiltà iberica, corsa e sassarese. Contemporaneamente in questo secolo e nei successivi si alimentano le correnti immigratorie, in particolare fuggiaschi provenienti dalla Corsica, che determinano dapprima lo stanziamento di popolazioni còrse nelle aree marginali delle campagne sotto forma di stazzi e insediamenti sparsi "dando così a queste zone, insieme al loro originale habitat disperso, un'originalità anche etnica che non si è mai più cancellata", mentre nei centri abitati la popolazione era probabilmente ancora sardofona.
Nel 1613 il vescovo Giacomo (Diego) Passamar nomina don Giovanni Antonio Manuello, vicario parrocchiale di Tempio, suo procuratore per la presa della diocesi di Civita e ordina la prima ricognizione delle reliquie dei martiri olbiesi custodite nella cattedrale di San Simplicio. Nel 1621 con la bolla Sacri Apostolatus papa Gregorio XV, su richiesta del vicario parrocchiale, eleva la chiesa di San Pietro al rango di collegiata, chiedendo il nulla-osta al capitolo di Ampurias. Nel frattempo si consolida l'urbanistica del suo centro storico che presenta una tipica architettura di palazzi in blocchi di granito con marcate similitudini ai centri del Sud della Corsica. La famiglia de Portugal nel 1630 unisce le sorti di Tempio e della Gallura a quelle del Marchesato di Orani. Tra il 1651 e il 1654 la peste scoppiata ad Alghero giunge a Sassari e Tempio, decimandone la popolazione ma facendovi in proporzione meno danni che nelle altre città della Sardegna. Dal 1665 vi ha sede un collegio dei padri Scolopi che pone le basi dell'insegnamento ginnasiale in città (vi si insegnavano latino, filosofia, musica e teologia) e nel 1687 si insedia un monastero di cappuccine. Nella seconda metà del Seicento vengono inoltre costruiti gran parte dei palazzi nobiliari delle famiglie Pes e Misorro. Nel 1688 ebbero inizio le richieste alla Santa Sede per il trasferimento a Tempio della sede vescovile e in quello stesso anno le venne proposto dal governo spagnolo il titolo di città, rifiutato per l'esosità dei tributi che lo stesso comportava. Nel 1688 Tempio conta 3 020 abitanti (mentre a Terranova ne vengono contati 240)) e nel 1698 (ultimo censimento della dominazione spagnola, riportato dal Casalis) 3 867 abitanti (a Terranova 379). Nel 1693 vengono riedificate le vecchie carceri (nell'attuale piazza Mercato).
Passata la Sardegna per un breve periodo sotto il dominio austriaco, nel corso della guerra di successione spagnola, la piccola nobiltà tempiese, ostile agli ambienti dell'aristocrazia spagnola di Cagliari, si schiera a favore dell'arciduca d'Austria Carlo VI contro Filippo V, mentre la popolazione gallurese resta indifferente alla disputa. Nel 1710 i filo-spagnoli tentano la riconquista della Sardegna ma, sbarcati a Terranova, vengono fermati nel tentativo di raggiungere Tempio e Castellaragonese dagli uomini guidati dai tempiesi Francesco Pes e Giovanni Valentino e dal sopraggiungere della flotta britannica e olandese. In seguito a questi eventi nel 1711 Carlo VI d'Austria conferisce a don Francesco Pes il titolo di Marchese di Villamarina e a don Giovanni Valentino il titolo di conte di San Martino, per il supporto prestato "in reductione Regni Sardiniae ad nostram regiam obedientiam, signanter in invasione per inimicos tenta in Terranoba". Tempio ebbe dagli austriaci l'immunità dai tributi. I primi decenni del Settecento sono quelli in cui in Gallura viene a cessare l'utilizzo nei documenti religiosi della lingua sarda logudorese (sostituita nel 1706 dallo spagnolo, da secoli utilizzato nei documenti amministrativi) e assume maggiore visibilità il dialetto gallurese di matrice còrsa, le cui attestazioni letterarie, ricche di numerosi componimenti poetici, risalivano al 1683).

### Periodo sabaudo

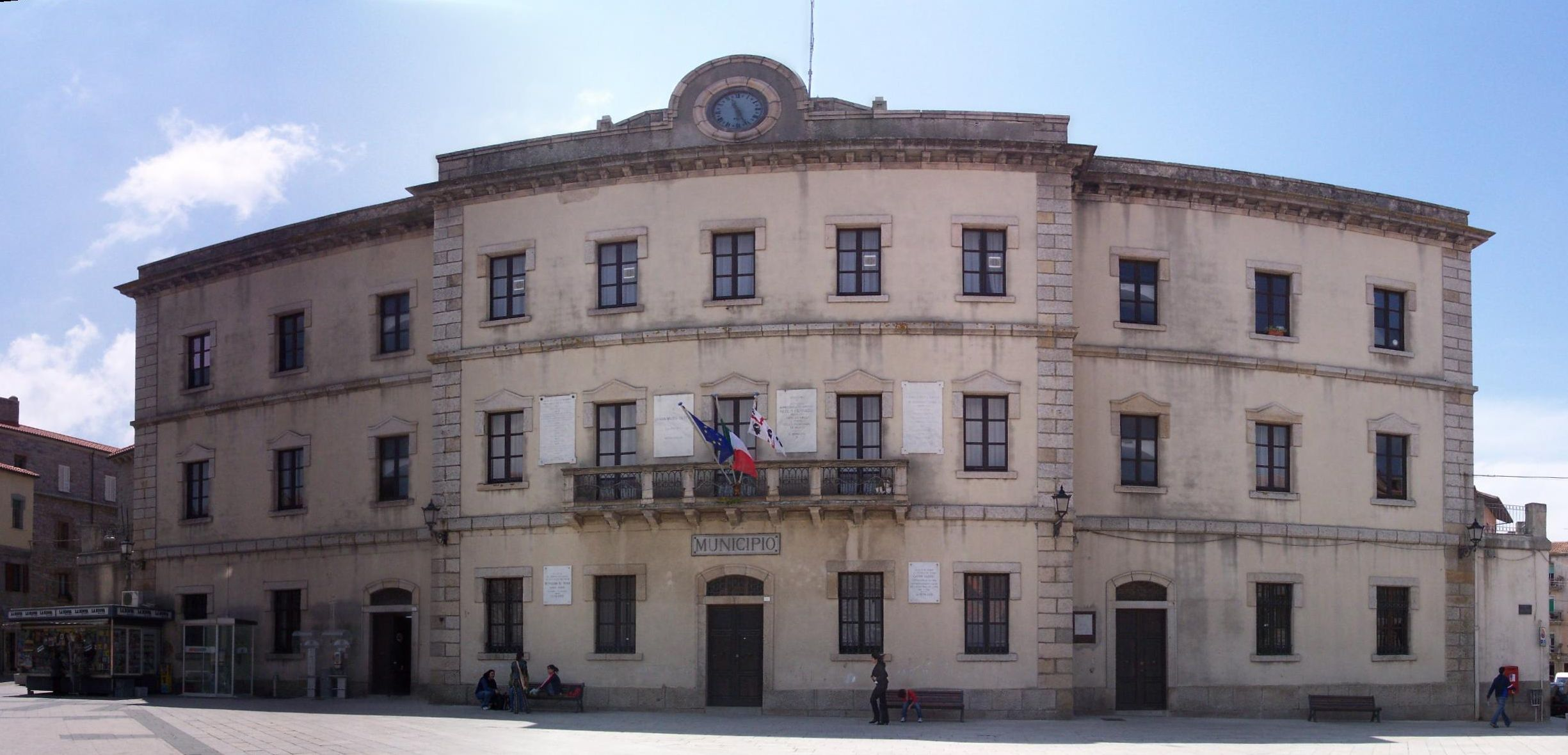
Il Municipio in piazza Gallura

Nel 1720 si conclude la guerra della Quadruplice Alleanza, in virtù del trattato dell'Aia la Sardegna viene ceduta ai Savoia. Nel Settecento Tempio è oggetto di forte incremento demografico. Vi svolge la sua opera poetica in gallurese Gavino Pes, a testimonianza dell'avvenuto assestamento linguistico della parlata locale, di cui la città diviene uno dei centri di diffusione in Gallura. Al fine di promuovere il ripopolamento delle zone della Gallura e l'aggregazione delle popolazioni sparse degli stazzi viene in questo secolo promossa la costruzione di chiese che costituiranno i nuclei della successiva trasformazione delle "cussorge" (aggregazioni di stazzi) in villaggi: San Francesco ad Aglientu, Santa Maria ad Arzachena, Santa Vittoria a Telti, San Teodoro a Oviddè, ecc. Ma nel 1756 il Marchese di Rivarolo scriveva riferendosi a Tempio "La maggior parte dei cavalieri di detta villa, che è una delle più popolate e cospicue del Regno, vivono di contrabbando e tengono mano alle rapine dei banditi". Alla fine del Settecento Tempio conta 4 500 abitanti. Dal 1790 iniziano i lavori di ampliamento della collegiata di San Pietro con la copertura a botte della navata, e la creazione nuove cappelle e di una nuova campata con spostamento della facciata principale, pur mantenendo l'originale portale tardogotico. Nel 1808 nella parte settentrionale del territorio comunale e sui resti del villaggio di Longosardo, venne dato avvio alla fondazione del borgo di Santa Teresa, promosso da Vittorio Emanuele I.
Con Regio Editto del 4 maggio 1807 Tempio diviene sede di Prefettura (il territorio comprende la Gallura e l'Anglona). Nei primi decenni dell'Ottocento conta 5 827 abitanti ed è una popolosa città dell'isola. Nel 1821 Tempio raggiunge 7 000 abitanti, ma con la riorganizzazione amministrativa della Sardegna la Prefettura di Tempio viene soppressa e accorpata a quella di Ozieri.
Nel corso dell'Ottocento si rafforza progressivamente il potere della nobiltà locale, fedele alla casa sabauda, e in particolare dei Valentino (conti di San Martino) e dei Pes (marchesi di Villamarina) e dei Falqui, di cui alcuni rami si trasferiranno a Cagliari. La città si svilupperà ulteriormente ingrandendosi e rivestendo una certa influenza presso la corte dei Savoia a Cagliari (periodo cosiddetto del "Governo dei Tempiesi"). Nel 1816 diviene viceré del Regno di Sardegna il tempiese Giacomo Pes di Villamarina, già governatore e ministro del Regno.
Tempio aveva ormai acquisito una caratteristica peculiare con severi e dignitosi palazzi multipiano in cantoni di granito a vista legati da argilla, che riecheggiano quelli della vicina Corsica, ai quali erano sospesi enormi balconi di legno retti da mensole lignee. Quando nel 1830 Tempio viene visitata da Antoine-Claude Pasquin Valéry nel corso del suo Voyage en Corse, à l'île d'Elbe et en Sardaigne, egli si stupisce per l'eccezionalità urbanistica di questo "ricco villaggio" nel contesto isolano, e sostiene che le sue "alte case, con un po' di architettura, sarebbero palazzi degni di Venezia, di Roma e di Firenze." Pochi anni dopo tra 1830 e 1835 le ordinanze obbligarono alla rimozione dei balconi in legno (per motivi di sicurezza emersi nel corso della visita del Re, e successivamente sostituiti da minori ma più sicuri balconi con mensole in granito, "li passizi") e all'intonacatura delle facciate (nel falso concetto di igiene e dignità urbana). Non tutti i viaggiatori dell'Ottocento, però, furono concordi nelle lodi espresse dal Valery, lo scrittore-avvocato inglese John Warre Tyndale scriveva nel 1843 le proprie impressioni nel libro L'isola di Sardegna: "C'è poco da vedere a Tempio. Le strade, trattandosi di una città sarda, sono larghe ma sono pochi gli edifici che richiamano interesse. Quasi tutte le case sono fatte di granito rosso grigiastro, in quanto è il materiale più a buon mercato, e raramente vengono intonacate. Le più alte, non superano quasi mai i tre piani ed in ciascuna di esse vivono famiglie singole.... Il palazzo del governatore, sede e seguito compresi, consta di tre stanze poste su un secondo piano, una domestica ed una sentinella alla porta. L'incarico non è da invidiare sia per la sinecura che per la retribuzione, ed è stato ricoperto soltanto di recente dopo essere rimasto vacante per parecchio tempo, in quanto fu difficile trovare qualcuno che si accollasse quell'ufficio". Molto triste la descrizione di quello che doveva essere l'orfanotrofio cittadino: "Non riuscii ad avere dati esatti sul complesso dei figli illegittimi nati nel distretto perché, per quanto povere e derelitte le madri possano essere, o desiderose di tener nascosta la loro disavventura, preferiscono, tuttavia, la miseria e la mortificazione piuttosto che mandare le loro creature nel miserabile tugurio di Tempio destinato a questi esseri infelici. Non esiste un canile in Inghilterra che si possa mettere a paragone con questo immondo ed offensivo alloggio".
Tra il 1822 e il 1833 viene completato e restaurato il campanile e viene ultimato il prospetto laterale della collegiata di San Pietro e viene inoltre ricostruita in forme barocche la facciata dell'attiguo Oratorio di Santa Croce.
Nel 1833 Tempio diviene capoluogo della nuova Provincia di Gallura, la più estesa dell'isola con 2 138 km². Con Regio Diploma del 10 settembre 1836 viene elevata al rango di Città da re Carlo Alberto che l'aveva visitata nel 1829 e nel 1837 diviene sede di una sette Prefetture giudiziarie in cui è divisa l'isola. Nel 1839 diventa vescovo di "Civita e Ampurias" Diego Capece, tempiese, che – con l'appoggio di re Carlo Alberto – inoltra la richiesta di creazione della diocesi in "Ampurias-Tempio", meglio rispondente alle mutate condizioni storiche e demografiche. Le istanze di Monsignor Capece vengono accolte e Tempio viene eretta sede vescovile della diocesi di "Ampurias e Tempio", così denominata da papa Gregorio XVI con la bolla "Quamvis aequam", contemporaneamente cessa di esistere dopo 15 secoli la diocesi di Civita. Nel 1848 a seguito della "fusione" del Regno di Sardegna con gli Stati piemontesi della terraferma e della Legge sabauda n. 807 del 7 ottobre 1848 "sull'amministrazione comunale e divisionale" la Sardegna viene ripartita in 3 divisioni e 11 province e la Provincia di Gallura viene rinominata in Provincia di Tempio (compresa con i suoi 2 136 km² nella divisione di Sassari). Al censimento del 1844 il Comune di Tempio conta 8 577 abitanti.
Nella seconda metà dell'Ottocento vengono create passeggiate alberate, creati i caselli daziari, vengono realizzati i palazzi pubblici (la Casa Comunale che ospitava anche il Tribunale e la Prefettura, le Carceri, il Mercato pubblico), le strade della città vengono lastricate in granito, la città si dota di un piano regolatore e viene creata la strada nazionale per Sassari e Terranova Pausania. Nel 1858 vengono censiti a Tempio 9 547 abitanti, che ne fanno la terza città dell'isola dopo Cagliari (30 958 ab.) e Sassari (23 672 ab.), precedendo Alghero (7 806 ab.), Ozieri (7 183 ab.), Bosa (6 234 ab.), Oristano (6 216 ab.), Quartu (6 209 ab.), Villacidro (5 176 ab.) e Nuoro (5 152 ab.).

### Durante il Regno d'Italia

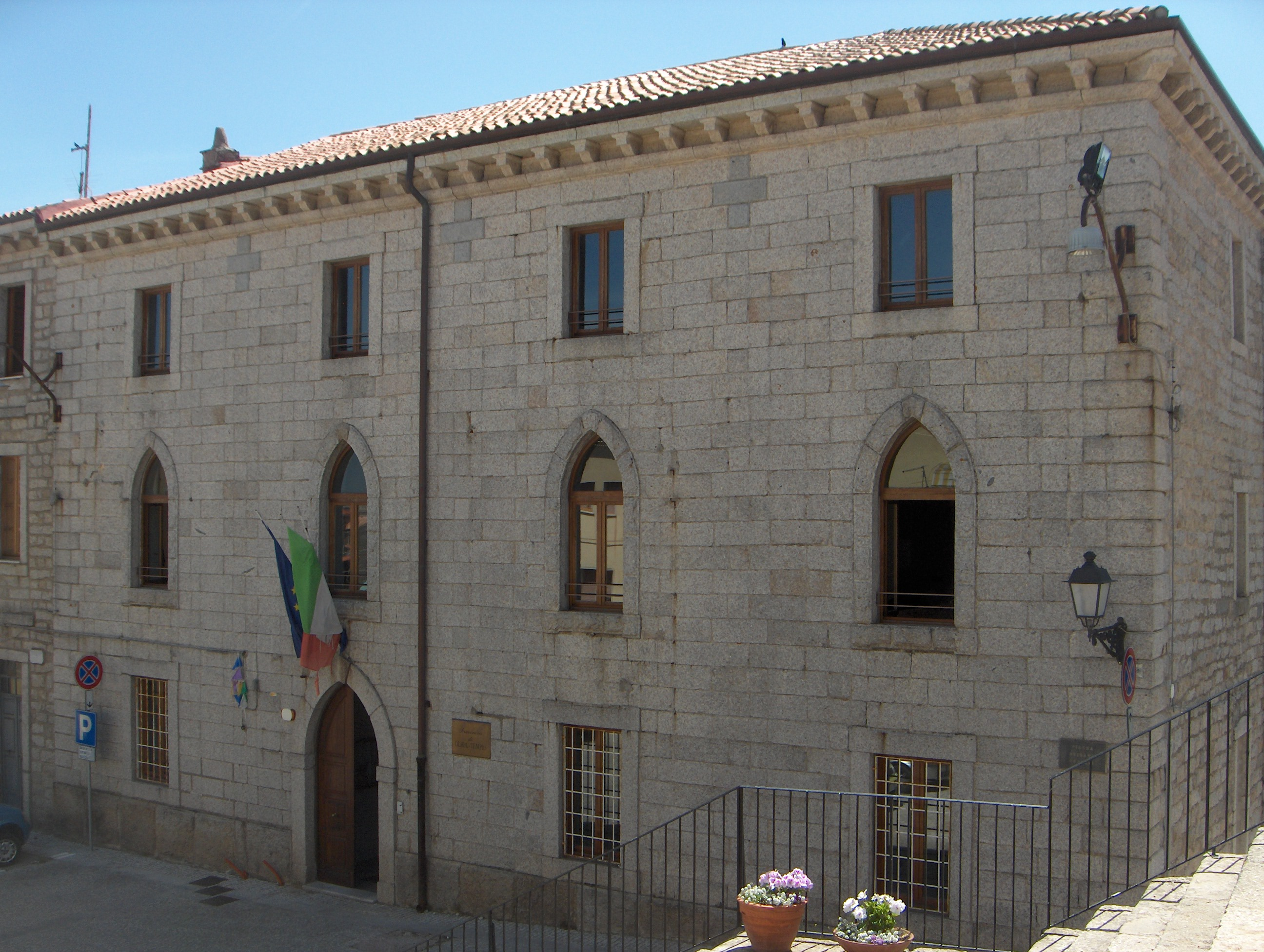
La sede della Provincia di Olbia-Tempio nel seicentesco Palazzo Pes di Villamarina in piazza Brigata Sassari

Con la riforma amministrativa (Decreto Rattazzi n. 3702 del 23 ottobre 1859) e l'unità d'Italia viene drasticamente ridotto il numero delle province e la Sardegna viene divisa in sole due province (Cagliari e Sassari). Tempio, come molte altre città in Italia, viene declassata a capoluogo di Circondario sede di Sottoprefettura.
Nel 1854 Giuseppe Garibaldi si trasferisce a Caprera e frequenta Santa Teresa di Gallura (Capo Testa), Arzachena (Lu Naracu), Bassacutena (Cucuruzzu) e Tempio. Rientrato dopo l'avventura dei "Mille" del 1860, gli viene concessa la cittadinanza onoraria di Tempio (analoga iniziativa è assunta dai consigli comunali di Sassari, Ozieri, La Maddalena, Cagliari e Oristano). Nel 1865 scrive al Municipio di Tempio «Stimatissimi signori, cittadino della Gallura, io andrò veramente superbo se mi riesce di fare qualcosa per essa, non mancherò quindi di impegnarmi presso i miei amici di Torino per appoggiare i loro giusti reclami. Con considerazione e rispetto di loro Signori». Dal 1867 al 1870, nel collegio elettorale di Tempio-Ozieri Giuseppe Garibaldi è deputato.
All'epoca Tempio, che contava 11 120 abitanti era divenuta la quarta città dell'isola e il comune più esteso del Regno con 906,70 km². Il territorio si estendeva da Longosardo, oggi Santa Teresa di Gallura, a San Teodoro, comprendendo aree un tempo spopolate e oggi denominate "Costa Smeralda").
Nel 1870, con il contributo dei comuni della Gallura venne riqualificato il porto di Terranova e nel 1888 viene inaugurata la ferrovia per Monti sulla linea per i porti di Terranova Pausania, oggi Olbia, e Golfo Aranci.
Alla fine dell'Ottocento viene aggiunta la denominazione "Pausania" al nome Tempio, probabilmente in riferimento all'antica sede vescovile di "Phausania" (villaggio sorto sui ruderi – o nei pressi – della Olbia romana, in cui è attestata la prima sede vescovile gallurese), all'epoca presente anche nella denominazione del comune di Terranova Pausania. Nel R.D. n. 4960 del 3 luglio 1879 compare infatti la denominazione "Tempio Pausania", che verrà poi adottata dagli uffici postali e gradatamente dall'inizio del XX secolo nei documenti ufficiali. La parola "Phausania" ha origine dal toponimo "Pasana", fiume che scorre nella valle di Terranova e sfocia nel mare del Golfo di Olbia.
Nel 1895 a Tempio, su iniziativa di giovani intellettuali della borghesia cittadina, tra cui Claudio Demartis e Silla Lissia, sorse la prima sezione del Partito Socialista Italiano della Sardegna, al fine di sensibilizzare i lavoratori del settore sugheriero. Nello stesso anno viene inaugurato l'ospedale militare nel soppresso convento di San Francesco dei frati osservanti.

### Durante il XX secolo

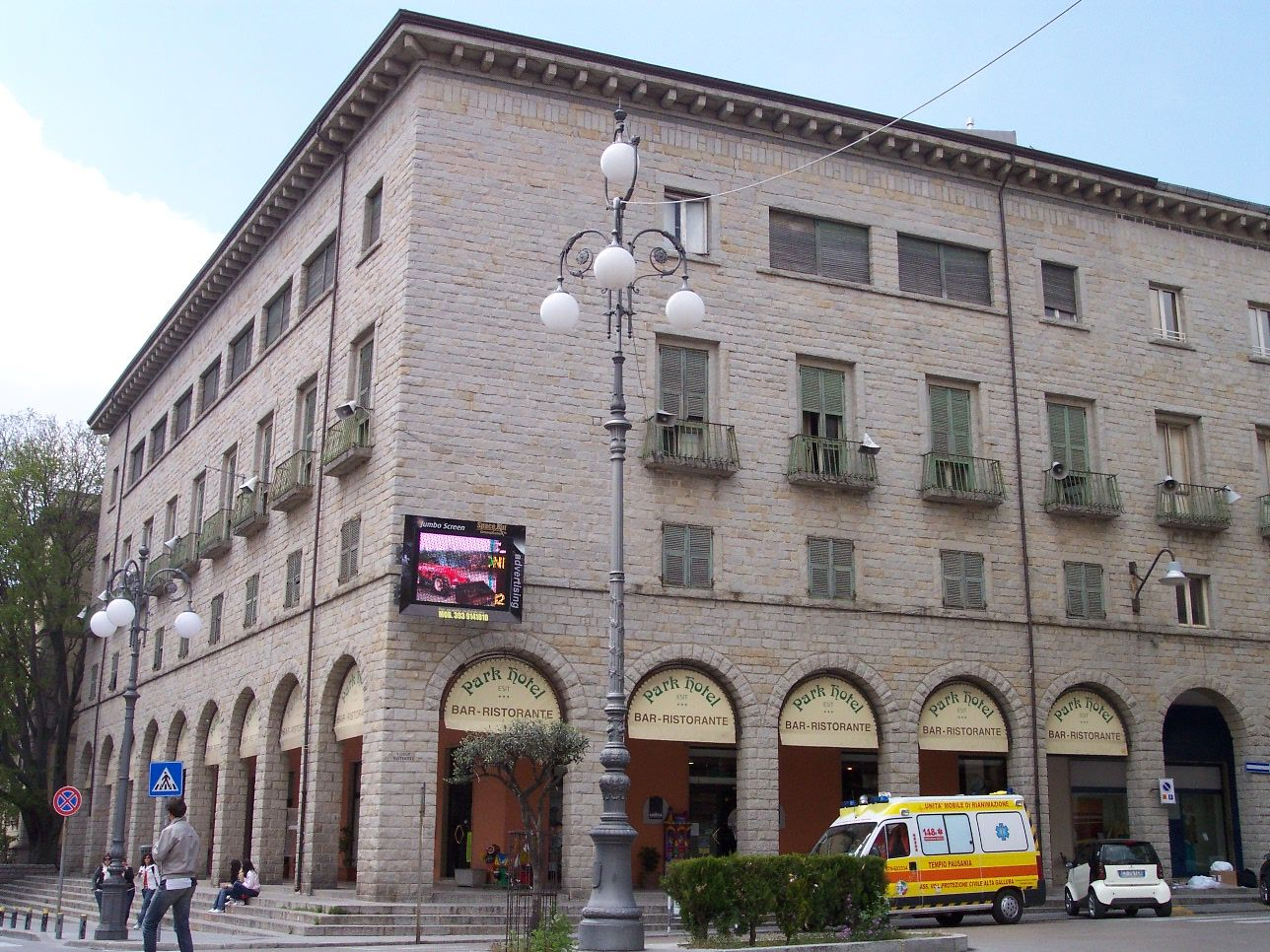
Il centro della città (i portici)

Al censimento del 1901 Tempio Pausania, con il suo vasto comune, raggiunge i 14 573 abitanti (di cui circa il 50% residente nelle campagne) e costituisce ancora il quarto comune della Sardegna (dopo Cagliari 53 057, Sassari 38 053 e Iglesias 20 874, precedendo per dimensione altre città dell'isola come Alghero 10 741, Ozieri 9 555, Quartu Sant'Elena 8 510, Oristano 7 107 e Nuoro 7 051). Nel censimento del 1931 aveva 15 165 abitanti, nel 1940 15 752, di cui il 56% viveva ancora nelle campagne.
Nei primi anni del Novecento si dotò di un servizio telefonico extraurbano. Nel 1911 entra in funzione l'ospedale civile (che sarebbe rimasto l'unico della Gallura fino al 1956).
Alla prima linea ferroviaria Monti-Tempio (che verrà dismessa nel 1958) si aggiungono le due nuove linee per Sassari (1931) e Palau (1932) e la realizzazione della nuova stazione ferroviaria (1931).

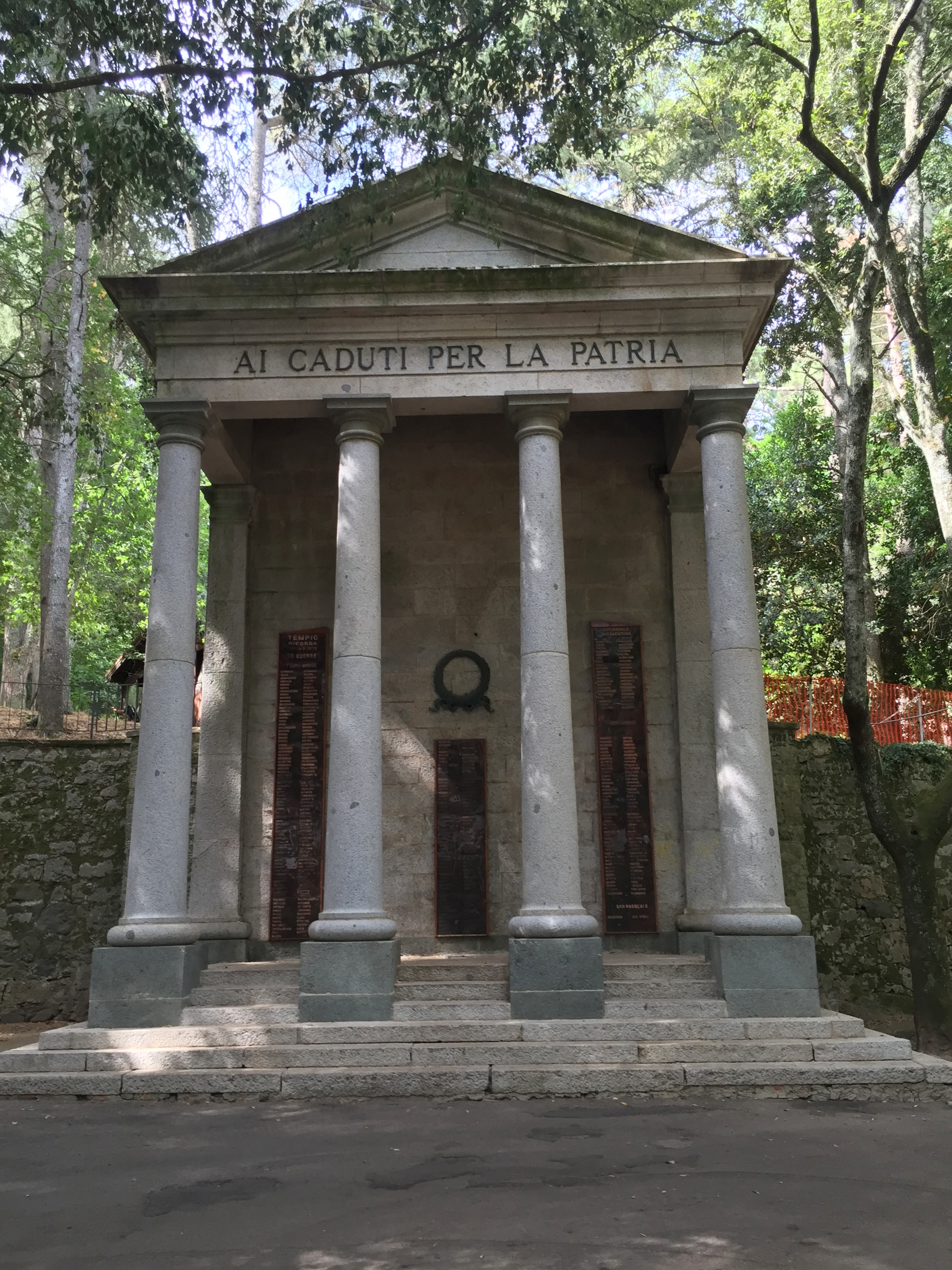
Monumento ai caduti

Il 20 gennaio 1915 vi viene fondata la Brigata Sassari con la sede del 152º reggimento di Fanteria, costituito da oltre 3 000 soldati. Vi ha sede la prima sezione in Sardegna del Partito Sardo d'Azione e del Fascio dei Combattenti. Nel 1927 vengono soppressi in Italia i circondari e le sottoprefetture, ma Tempio resta comunque sede degli uffici pubblici della Gallura (tra cui il Tribunale, gli uffici finanziari e il Catasto). Nel 1933 Tempio diviene inoltre sede del 59º Reggimento Fanteria "Calabria" (che si insedia nella caserma dedicata a Francesco Fadda) e negli anni quaranta del comando della 4ª Brigata Costiera.
Nel 1943 viene organizzata a Tempio una Triennale d'Arte. Al termine della seconda guerra mondiale, dopo l'armistizio dell'8 settembre 1943, il 10 settembre per Tempio transitano le forze tedesche in fuga "guidata" dalla Sardegna in direzione della Corsica (sulla direttrice Sanluri-Oristano-Macomer-Ozieri-Tempio-Palau) e vi si verificarono scontri presso la caserma del 59º reggimento.
Nel dopoguerra vennero gradatamente dismessi gli insediamenti militari della città (la sede della Brigata Sassari nella caserma Fadda e l'ospedale militare) mentre altri ancora in corso di realizzazione non trovarono completamento (complesso militare della Pischinaccia).

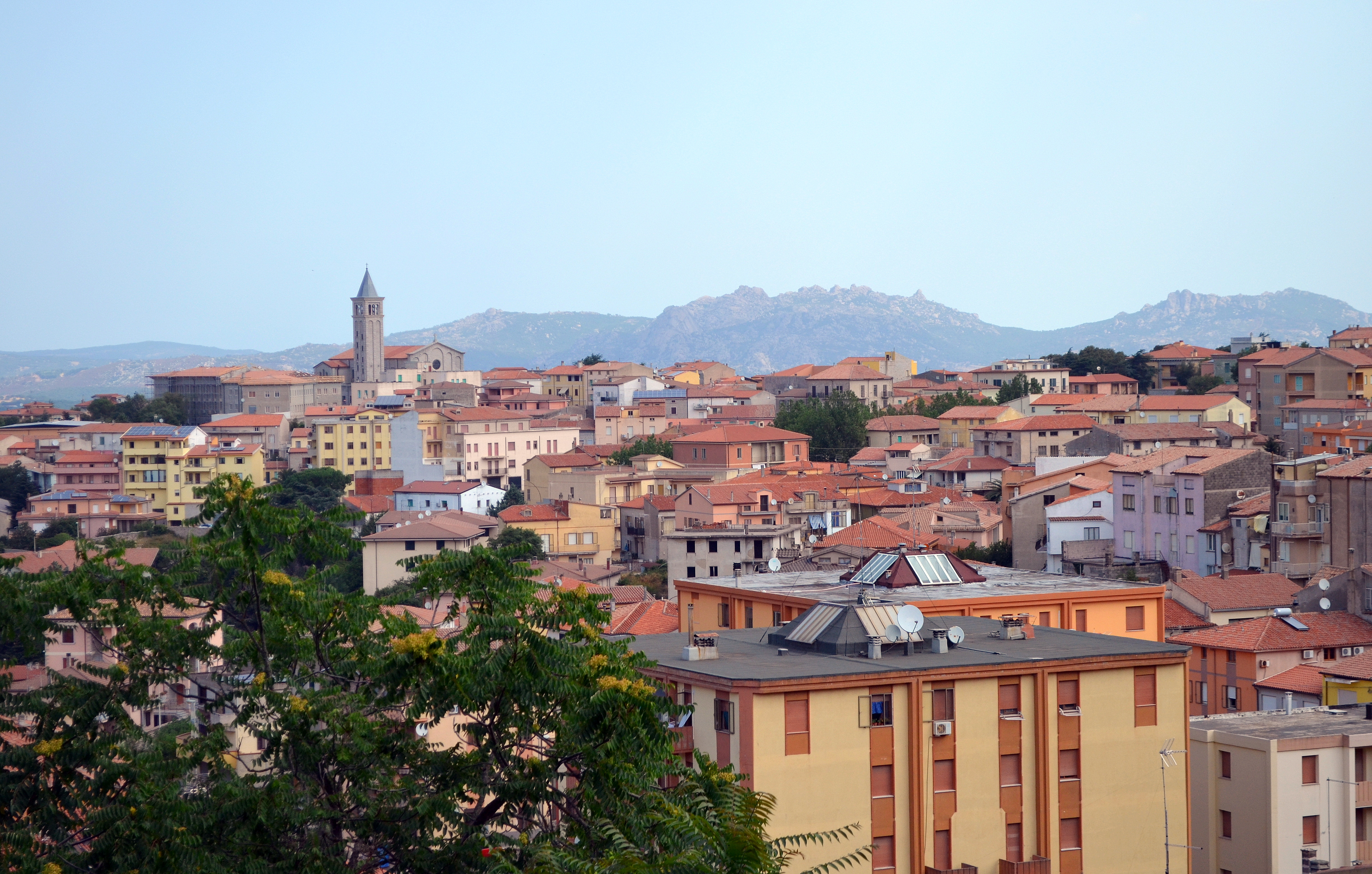
Vista

Nel corso del XX secolo con il ripopolamento delle coste, numerose sue frazioni ottengono l'autonomia comunale riducendone drasticamente l'estensione comunale (Santa Teresa nel 1821, Arzachena nel 1922, Luogosanto nel 1954, Palau e Aglientu nel 1959, Telti nel 1963, infine Loiri-Porto San Paolo nel 1979) mentre con la crescita di importanza economica e demografica di Olbia che ne ha fatto il vero centro economico e turistico della Gallura, la città di Tempio ha mantenuto il ruolo di centro di servizi amministrativi (tribunale, agenzia delle entrate, uffici regionali), e dell'istruzione (scuole superiori e sede staccata di università) dell'Alta Gallura.
Il 28 luglio 1983 sulla collina di Curraggia un incendio uccise 9 persone e ne ferì altre 15.
Dal 2005 vi è stata insediata una delle due sedi della Provincia di Olbia-Tempio (nel Palazzo Pes di Villamarina). Il 31 agosto 2006 con Delibera Statutaria del Consiglio Provinciale era stata attribuita la qualifica di capoluogo della Provincia di Olbia-Tempio a Olbia (sede legale e principale dell'Ente, della Presidenza, della Giunta Provinciale e del Consiglio Provinciale) e a Tempio Pausania (sede condivisa della Presidenza e del Consiglio Provinciale). Lo Statuto dell'Ente prevedeva infatti che la sede legale, Giunta e organi provinciali avessero sede a Olbia e che Consiglio e Presidenza dell'Ente si potessero alternare tra le sedi di Olbia e Tempio, anche se, di norma, il Presidente, la Giunta e il Consiglio si riunivano ordinariamente a Olbia. La provincia di Olbia-Tempio è stata soppressa dal 2016 unitamente alle province di Cagliari, dell'Ogliastra, di Carbonia-Iglesias e del Medio Campidano.

### Simboli
Lo stemma e il gonfalone di Tempio Pausania sono stati concessi con decreto del presidente della Repubblica del 28 marzo 2013.
Il gonfalone è un drappo di azzurro.
Fino al 2013 erano in uso uno stemma e un gonfalone che per molto tempo hanno rappresentato la città, ma non avevano mai conseguito il decreto di concessione.

## Monumenti e luoghi d'interesse

### Architetture religiose

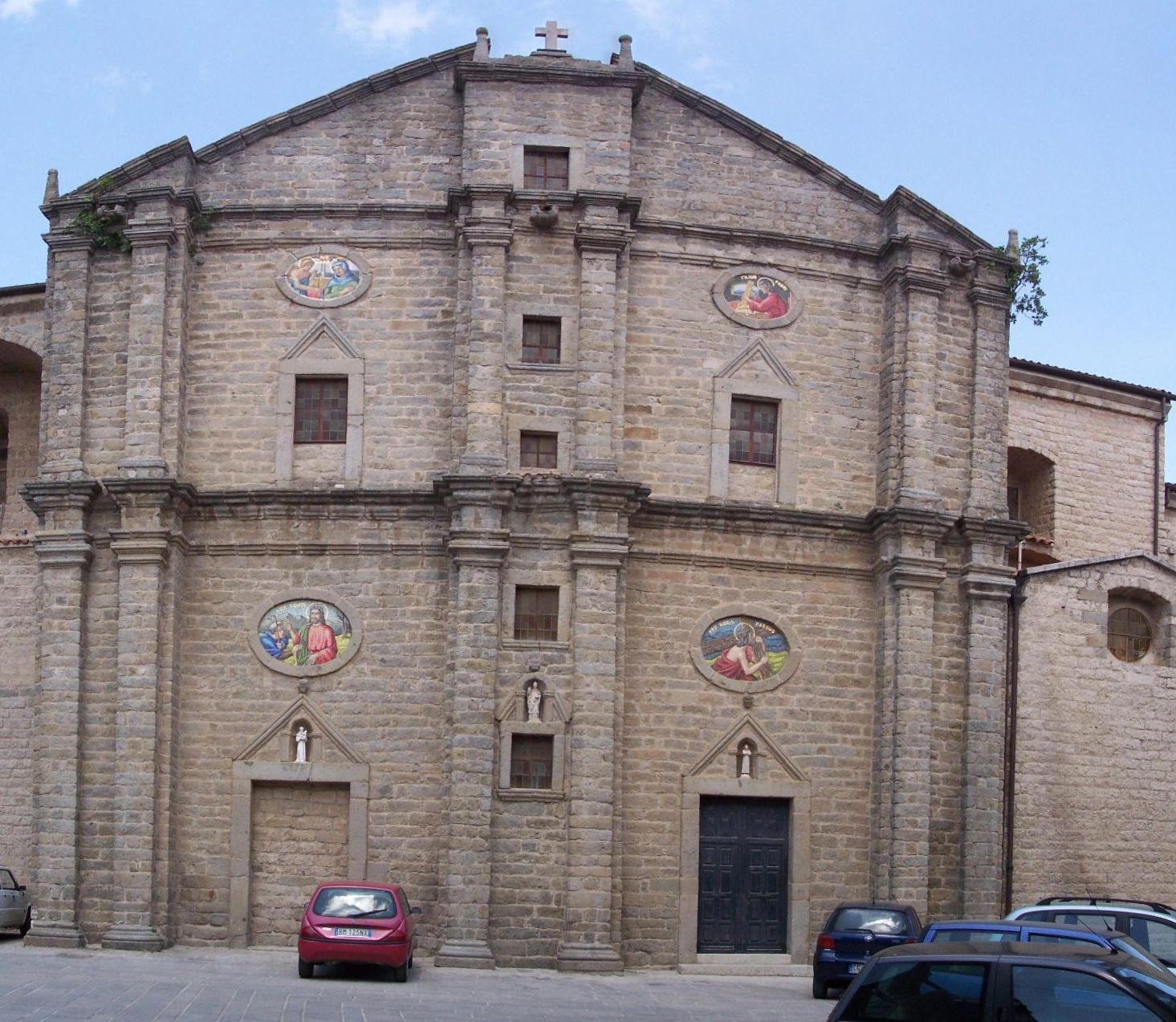
Facciata laterale della Cattedrale di San Pietro Apostolo

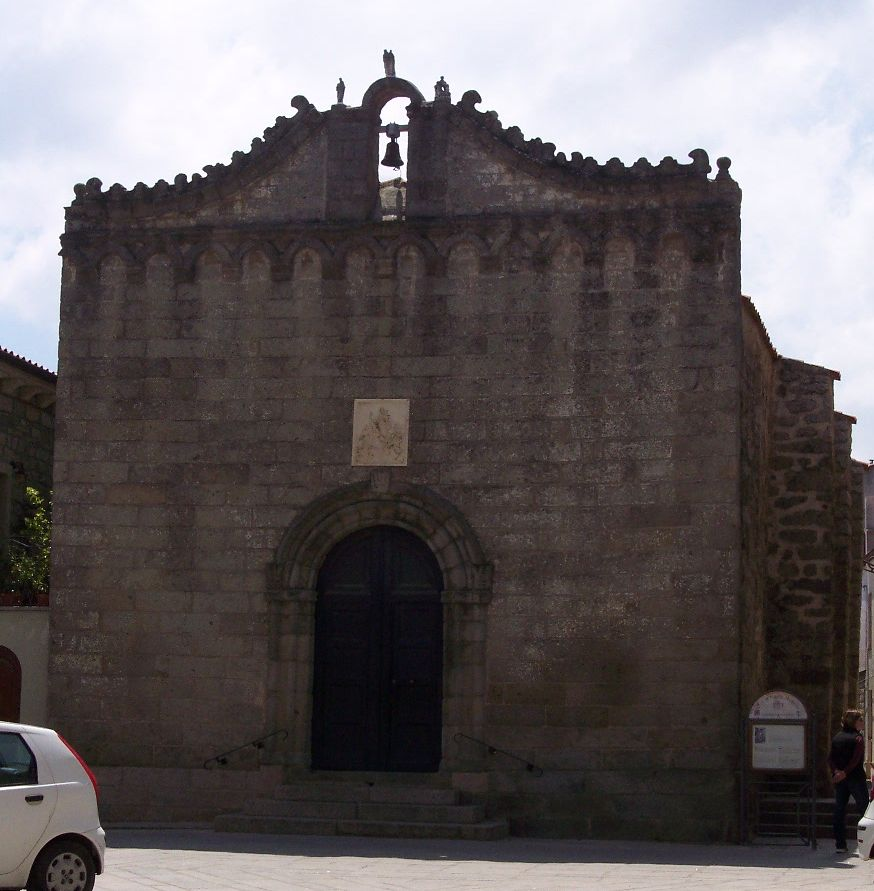
Oratorio del Rosario

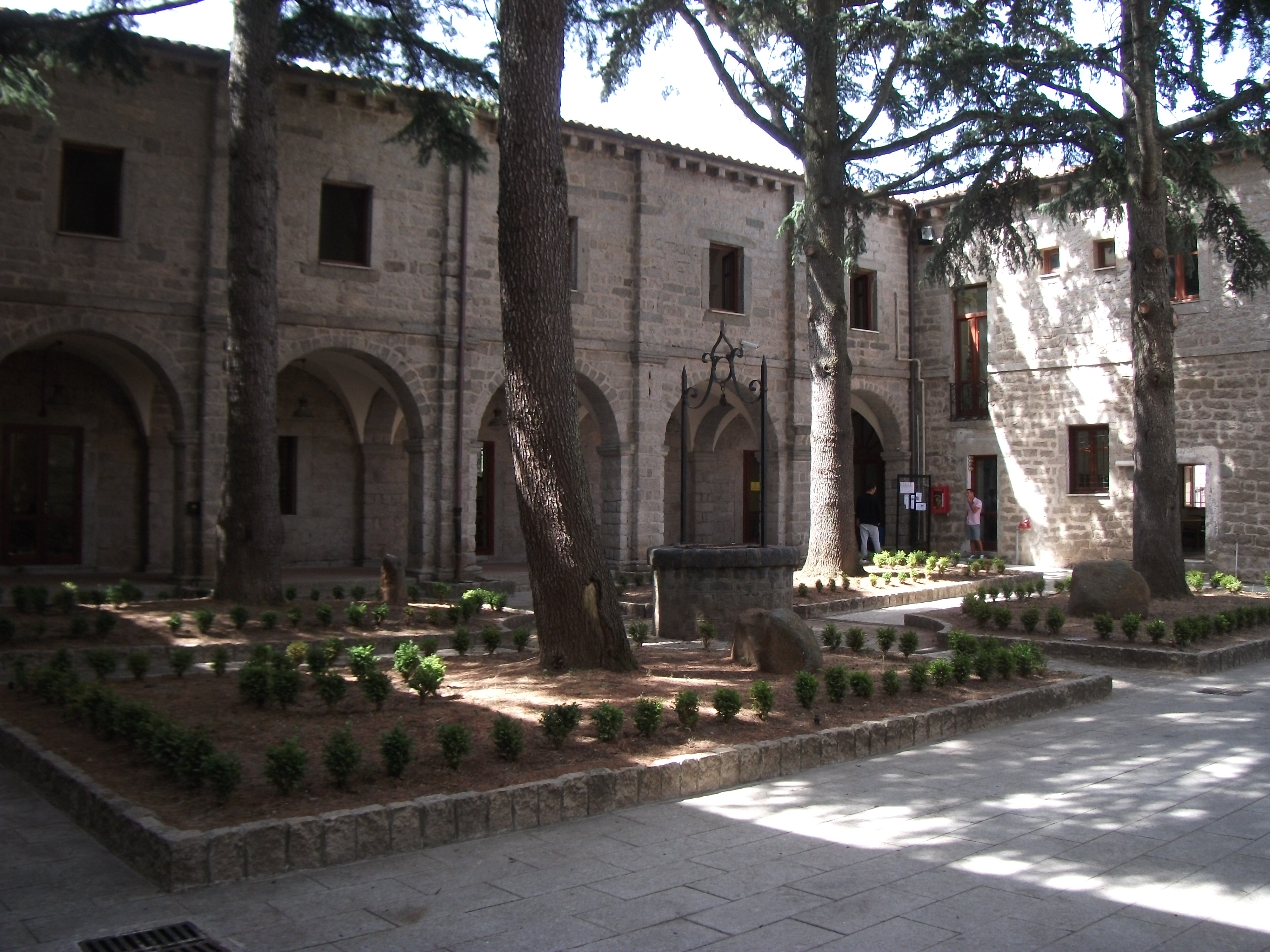
Chiostro degli Scolopi

- Chiesa di Santa Croce di origine medioevale è stata ricostruita nel XVI secolo e presenta un prospetto barocco del 1830 una navata con volta a botte in mattoni sempre ottocentesca; già sede della confraternita della Santa Croce; via Roma angolo piazza San Pietro;
- Cattedrale di San Pietro (Santu Petru), di origine due-trecentesca ma ricostruita nel 1519 e notevolmente ampliata tra il 1790 e il 1833, a navata unica absidata con cappelle laterali, portale gotico aragonese e campanile cinquecenteschi (sopraelevato nel 1822), imponente prospetto principale ottocentesco sulla facciata laterale su progetto del maestro Marco Antonio Baffigo (1833), arco verso la casa parrocchiale (1827); divenuta collegiata con bolla di Gregorio XV Sacri Apostolatus, venne eretta in Cattedrale dal papa Gregorio XVI con bolla Quamvis aequum del 1839; All'interno affresco "San Pietro" (1907) di Mario Paglietti; piazza San Pietro;
- Oratorio del Rosario (XIII-XVI secolo) anch'essa di origine medioevale ma ricostruita nell'ultimo quarto del cinquecento con interessante facciata gotico-aragonese in granito e altare ligneo all'interno, insiste nel luogo in cui si voleva sorgesse l'antico luogo di culto prima pagano e poi romano che ha probabilmente dato nome alla città (Templum); sulla facciata due statuette che hanno sostituito le originali raffigurazioni attribuite a Castore e Polluce del periodo romano (che il parroco don Grimaldi cedette al professor Cannas) e che sono presumibilmente all'origine degli antichi toponimi "Gemellae" e "Gemini"; Piazza san Pietro;
- Chiesa di San Francesco (Santu Franciscu), costruita tra il 1543 e il 1548 con impianto rinascimentale (la più antica testimonianza in Sardegna) a navata unica con volta a botte e 4 cappelle per lato, già annessa al convento dei frati minori osservanti (successivamente riconvertito prima in carcere, poi parzialmente demolito, in ospedale e quindi in scuola superiore); Vi venivano sepolti i nobili di Tempio, tra cui don Gavino Pes; Circonvallazione San Francesco;
- Chiesa di Sant'Antonio (Sant'Antoni) (1657), seicentesca ma ampliata nel 1788;
- Oratorio del Purgatorio (Lu Pulgatoriu) (1679), fatta erigere in epoca spagnola dal nobile possidente Jaime Misorro a espiazione dei gravi crimini commessi, piazza Purgatorio;
- Chiesa di San Giuseppe (dal 1950 al 1998) con annesso Comprensorio antitubercolare, dell'ing. Giovanni Antonio Sechi, opera eclettica in granito su un contesto unitario ai margini della città, influenzata dall'architetto Muzio e con alto campanile (37 metri) che rievoca quello di San Marco a Venezia; piazza San Giuseppe, via Fiume;
- Le chiese di Nostra Signora del Pilar, San Gavino, San Lorenzo e l'Immacolata Concezione;
- Chiese campestri;
- Palazzo degli Scolopi, adiacente alla piazza del Carmine. Convento risalente nel suo primo nucleo alla seconda metà del XVII secolo, fu ampliato con corte porticata a crociera e sopraelevato tra gli anni venti e quaranta dell'Ottocento su progetto redatto il 20 dicembre 1821 del maestro Marco Antonio Baffigo. Oggi è sede della Biblioteca comunale;

### Architetture civili
- Resti della residenza attribuita al giudice Nino Visconti di Gallura (XIII secolo), menzionato nell'ottavo canto della Divina Commedia, con dettagli di periodo aragonese, inglobati in un modesto fabbricato, via Nino di Gallura;
- Centro storico della città in blocchi di granito grigio (prevalentemente settecentesco); degni di nota corso Matteotti, via Roma (Carrera Longa, Lu Runzatu, Lu Pultali), piazza d'Italia (piazza di l'Ara), Parco delle Rimembranze, Fonte Nuova (Funtana Noa) e Parco di San Lorenzo, via Mannu (ex via dei Nobili o dei Cavalieri o del Macello) e piazza Fabrizio De André;
- Palazzo Antico Seminario Pes di Villamarina; prima residenza della famiglia nobiliare tempiese dei Pes marchesi di Villamarina venne gradualmente ceduto alla Diocesi tra il 1804 e il 1933; fu sede del Vescovo e del Seminario Vescovile fino al 1966; oggi sede di uffici della curia vescovile e del Museo diocesano "Museum Templense"; piazza Gallura;
- Palazzo Pes di Villamarina (XVII secolo), appartenne alla famiglia Pes (oggi sede di uffici regionali e degli organi della Provincia di Olbia-Tempio); piazza Brigata Sassari;
- Palazzo Pes in "via dei Nobili", che riporta sulla facciata lo stemma gentilizio della famiglia Pes (il piede scalzo); via Mannu;
- Carceri "La Rotonda" (1845), tipologia carceraria ottocentesca a pianta circolare con cortile interno, simile al progetto dell'ingegnere Enrico Marchesi autore delle demolite vecchie carceri di Nuoro (La Rotonda) e del piano di ampliamento e abbellimento di Sassari;

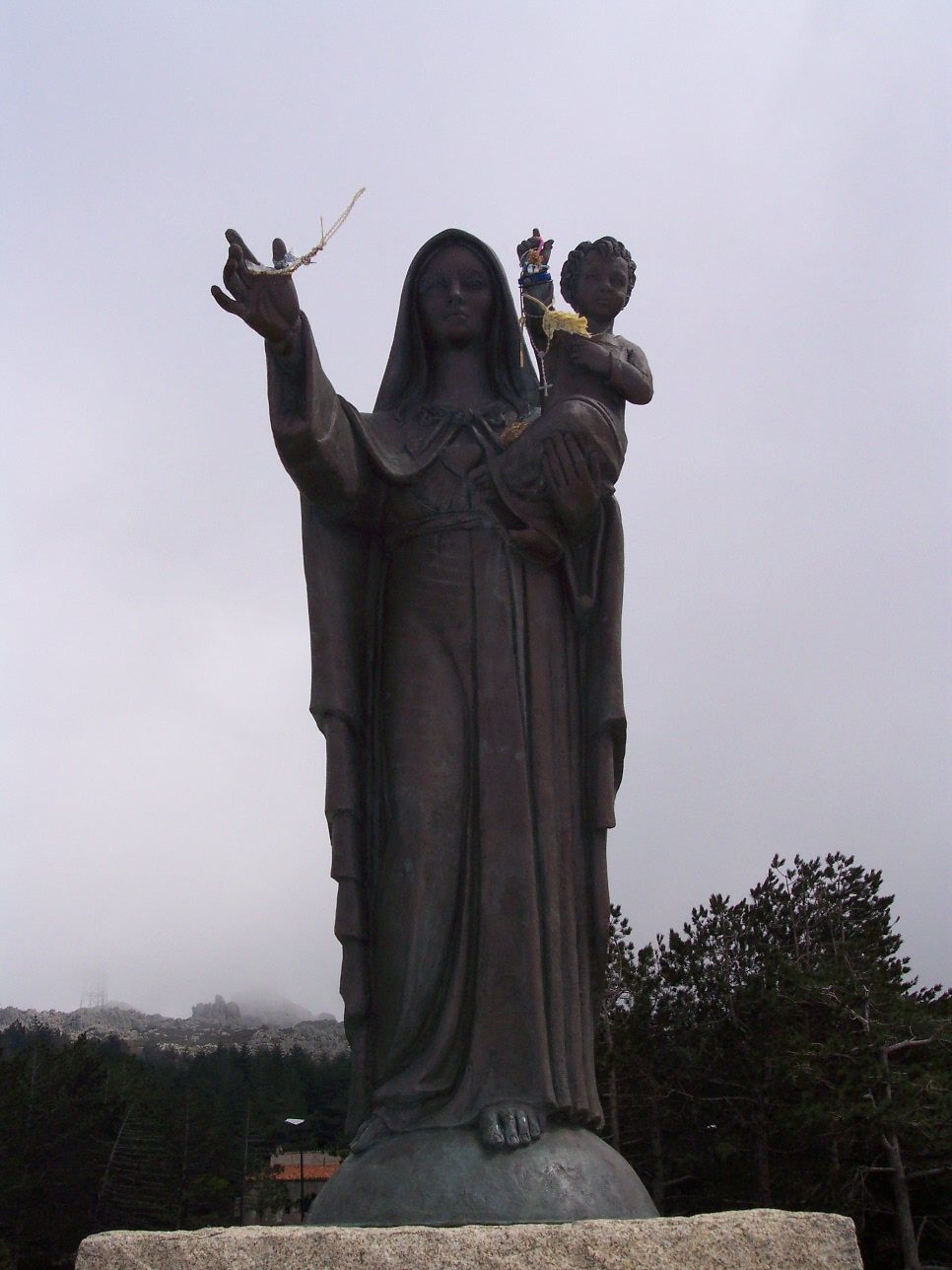
La Madonna della Neve sul Monte Limbara

- Palazzo municipale (1882) dell'architetto F.M. Cabella, realizzato sul luogo dell'antico convento delle Monache Cappucchine (di cui è visibile parte della sagoma sulla pavimentazione della piazza), piazza Gallura;
- Antico carcere (fatto edificare nel 1663 dal viceré Condè d'Altamira e demolito nel 1883/1884), successivamente adibito a Mercato; oggi ospita l'Ufficio turistico comunale; piazza Mercato;
- Palazzo Sanguinetti (primi del Novecento), già di proprietà di una famiglia di armatori genovesi, presenta una elegante facciata neoclassica in granito; i soffitti sono decorati con affreschi di Mario Paglietti; via Roma;
- Teatro del Carmine (1928-1929) dell'architetto Aldo Faconti in stile Liberty sulla tipologia del teatro all'italiana ottocentesco e recentemente restaurato, sul luogo in cui sorgeva la chiesa annessa al convento degli Scolopi; piazza del Carmine;
- Stazione ferroviaria (1930/33), attribuita all'ing. Maroni o all'ing. Emilio Olivieri, architettura Liberty particolarmente curata nei materiali (granito, mattone e intonaco) e nelle decorazioni di gusto déco, con dipinti di Giuseppe Biasi (1931/32) nell'atrio e nella sala di aspetto e nelle ex Officine Ferroviarie il Museo delle Ferrovie con esposte locomotive a vapore;
- Caserma Francesco Fadda (1913/33), sorta nel 1913 come grande stabilimento per la lavorazione del sughero della "Società Romana Sughero" (la Frabbica Noa), chiuso nel 1924, dal 1933 diviene la sede del 59º Reggimento fanteria "Calabria"; il complesso è oggi in corso di ristrutturazione come sede della cittadella degli uffici finanziari; via Olbia;
- Scuole elementari "vecchio caseggiato" o "scolastico" (dal 1910 al 1917), tra via Angioj e piazza della Libertà, di fronte al parco delle Rimembranze;
- Scuole elementari di San Giuseppe (dal 1956, modificato nel 1977), dell'architetto Giovanni Andrea Cannas, in granito con lungo porticato (successivamente modificato).

### Siti archeologici
- Nuraghe Maiori (Naracu Maiori), SS133 per Palau, a due coni con struttura granitica, risalente al 1400 a.C. presenta una tipologia mista tra l'impianto dei nuraghe a corridoio e di quelli a tholos con corridoio centrale e camere binate;
- Nuraghe Polcu (Naracu Polcu), SS133 per Palau, uno dei rari esempi di nuraghe a tholos in Gallura;
- Nuraghe Izzana.

### Luoghi di interesse naturalistico
- Fonti di Rinagghju, nella parte alta della città, immerse in un parco e con annesso stabilimento idropinico; via delle fonti;
- Monte Limbara (1 359 m), a 16 km a sud della città, raggiungibile dalla SS per Oschiri.

## Società

### Evoluzione demografica
Abitanti censiti

In base ai dati del censimento 2001 nel comune di Tempio Pausania sono stati rilevati 13 992 abitanti residenti, dei quali 12 773 abitanti (pari al 91%) nella città di Tempio. Le rimanenti località abitate del territorio comunale sono Bassacutena con 368 abitanti, Nuchis con 308 e San Pasquale con 83 abitanti, mentre la restante popolazione sparsa ammonta a 460 unità (di cui 346 nell'intorno di Tempio).

### Etnie e minoranze straniere
Al 31 dicembre 2010 gli stranieri residenti nel comune di Tempio Pausania in totale sono 442. Le nazionalità maggiormente rappresentate in base alla loro percentuale sul totale della popolazione residente sono:
- Romania 243 1,70%

### Lingue e dialetti
Il dialetto parlato a Tempio Pausania è il gallurese tempiese.

## Cultura

### Istruzione

#### Biblioteche
- Biblioteca comunale "Giovanni Maria Dettori" (sede del Sistema bibliotecario dell'Anglona e della Gallura SBAG comprendente 22 comuni della provincia di Sassari);
- Biblioteca della Stazione sperimentale del sughero;
- Biblioteca dell'Archivio capitolare della cattedrale;
- Biblioteca dell'Istituto EuroMediterraneo ISSR e del seminario vescovile.

#### Ricerca
- Stazione Sperimentale del Sughero

#### Scuole
- Liceo classico, scientifico, linguistico e socio-psicopedagogico "Giovanni Maria Dettori"
- Liceo artistico statale "Fabrizio De André";
- Istituto tecnico statale commerciale e per geometri "Don Gavino Pes"
- Istituto tecnico industriale "Nicolò Ferracciu" per l'elettronica e le telecomunicazioni
- Scuola media "Grazia Deledda" scuola materna comunale
- Scuole elementari "Piazza della Libertà" e "San Giuseppe"
- Scuole materne comunali "Marcello Mastino", "San Giuseppe", "La Bacchetta magica"
- Scuola dell'infanzia e Centro Multidisciplinare "L’arcobaleno"
- Scuola materna privata "Maria Assunta"
- Asilo nido comunale "La Coccinella"

#### Università
- Sede centrale dell'Istituto EuroMediterraneo ISSR:
  - Corso di laurea in scienze religiose, master

#### Musei
- Museo diocesano "Museum Templense" Polo San Pietro Apostolo, Palazzo Pes di Villamarina (antico Seminario), via Villamarina 1;
- Museo delle Ferrovie presso l'ex officina ferroviaria della stazione, via Limbara;
- Museo storico delle macchine del sughero presso la Stazione sperimentale del sughero, via Limbara 9;
- Raccolta ornitologica e centro di documentazione storica "Generale Francesco Stazza".

### Eventi

#### Il carnevale tempiese (lu carrasciali timpiesu)

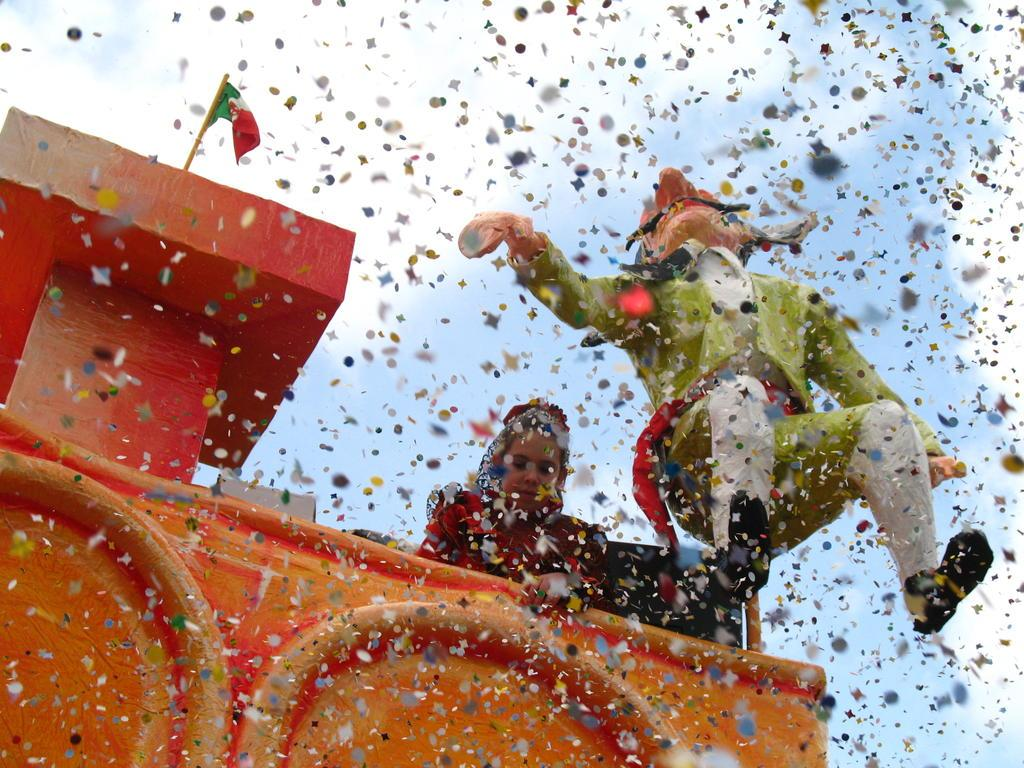
Un momento del carnevale tempiese

Lu carrasciali timpiesu (Il carnevale tempiese) è il carnevale con sfilata di carri allegorici più famoso della Sardegna (e anche quello più imitato), che attira una presenza media di circa 100 000 presenze nell'arco dei sei giorni di festeggiamenti.
La festa mascherata di canti e balli in costumi stravaganti si svolge lungo le vie del centro storico della città e ha un tradizione plurisecolare che ha sempre coinvolto tutta la popolazione di ogni ceto (viene citata nel 1700 dal sacerdote Pietro Molinas che scrive in gallurese Suzzedi a lu carrasciali, una caresima pronta, undi si paca e si sconta, l'alligria generali, e l'omu chi godi abali, dumani è in calamitai), ma è dal 1960 che ha inizio la consuetudine della sfilata dei carri di cartapesta (sul modello del carnevale di Viareggio).
Chiude la sfilata la maschera di re Giorgio (in origine un fantoccio chiamato Ghjolghju Puntogliu), che rappresenta il potere seduto sul trono, circondato e adulato per sei giorni dalla sua corte e dagli ambasciatori e di cui si celebrano le nozze con la formosa popolana Mannena. Tra le antiche figure tradizionali in maschera si cita lu Traicogghju, spirito che si trascina pelli di bue o di cavallo, catene e paioli, arcaica sintesi tra figura animalesca e maschera demoniaca (come i Mamuthones e Su Maimulu, altre maschere sarde), la Réula, schiera dei morti, e lu Linzolu Cupaltatu, figura femminile avvolta in un lenzuolo e per questo irriconoscibile e disinibita (sotto le cui spoglie può però anche rivelarsi un uomo...). Tra le figure estemporanee si citano alcuni personaggi che hanno fatto la storia del carnevale come "Garaoni", "Sgiubbì" o "Pippinu Mazzittoni".
Durante le sfilate, in cui partecipano gruppi ospiti, sbandieratori e majorettes, vengono distribuite le frittelle (li frisgioli longhi) possibilmente fritte nell'olio di lentischio (òciu listincu) e il moscato di Tempio.
I festeggiamenti del carnevale, durante il quale si svolgeva anche un palio di abilità a cavallo (lu palu di la frisgiola, di antica origine, nel quale i cavalieri devono afferrare al galoppo una frittella posta a notevole altezza), si concludono la sera di martedì grasso con il processo di sua maestà re Giorgio per tutte le colpe e i problemi di Tempio e della Gallura e la sua condanna al rogo sulla pubblica piazza mentre i giullari gridano "Ghjogliu meu! Ghjogliu meu!, lu mé fiddòlu bonu ch'eri tu! ohi! ohi! Moltu è carrasciali! Carrasciali è moltu!" in una festa ironica e irriverente. Tutta Tempio festeggia in questi sei giorni in cui si svolgono ben quattro sfilate:
- la prima il giovedì grasso;
- la seconda la domenica;
- la terza il lunedì (sfilata dei bambini);
- l'ultima il martedì grasso.

La notte nei locali della città si susseguono maratone di ballo e veglioni mascherati. La macchina organizzativa del carnevale e della sfilata coinvolge diverse migliaia di persone.

#### Festival internazionale del folklore
L'Incontro internazionale del folklore dedicato a Isa Bionda e organizzato dall'Accademia Tradizioni Popolari Città di Tempio, si svolge nella seconda metà del mese di luglio con la partecipazione di numerosi gruppi etnici provenienti da tutto il mondo.

#### Giornate Fabrizio De André – Incontri
Dedicate allo scomparso poeta e cantautore Fabrizio De André (che ha vissuto parte della sua vita a Tempio nella tenuta di L'Agnata insieme alla compagna Dori Ghezzi), le giornate si articolano in diverse serate dedicate a Faber tra cui il premio letterario giunto alla sesta edizione, la rassegna di cortometraggi e alle serate di musicali e artistiche nel cuore della città.

## Geografia antropica

### Quartieri
Mantelli, Custaglia, Sedda, Poi, Murino, Funicedda, Pastini, Balbacana, Rinascita, San Sebastiano, San Giuseppe, Curraggia, Pischinaccia, Rinaggiu, Rinaggeddu, Borgo Concezione, zona Cappai, Carmine, San Pietro, Monti Masa, San Francesco, San Francesco Saverio. Monti Pinna, Sant'Antonio, Pilari, Cacadda, Purgatorio, Padulaccia, lu Paluneddu, l'Oltacciu, lu Spinsateddu, lu Monti Longu, la stazione vecchia, Fonte Nuova e Valentino.

## Economia
Industrie per l'estrazione e la trasformazione del sughero e principalmente del granito. Vi ha sede un'estesa Zona Industriale lungo la SS127 per Calangianus. Produzione vinicola con importante "Cantina Gallura" (i vini previsti nel disciplinare Vermentino di Gallura DOCG, il Moscato-Spumante di Tempio DOC, Spumanti e altri vini). Centro per le cure idropiniche a Rinagghju.
In località Monti di Deu viene imbottigliata l'Acqua Smeraldina.

## Infrastrutture e trasporti
- Strade statali per Sassari (SS127 e SS672 a scorrimento veloce), Olbia (SS127, di cui si attende da anni l'adeguamento a scorrimento veloce), Palau (SS133) e Oschiri (SS392).
- Sul monte Limbara vi sono i principali ripetitori dei segnali radiofonici e televisivi del Nord Sardegna.

### Ferrovie

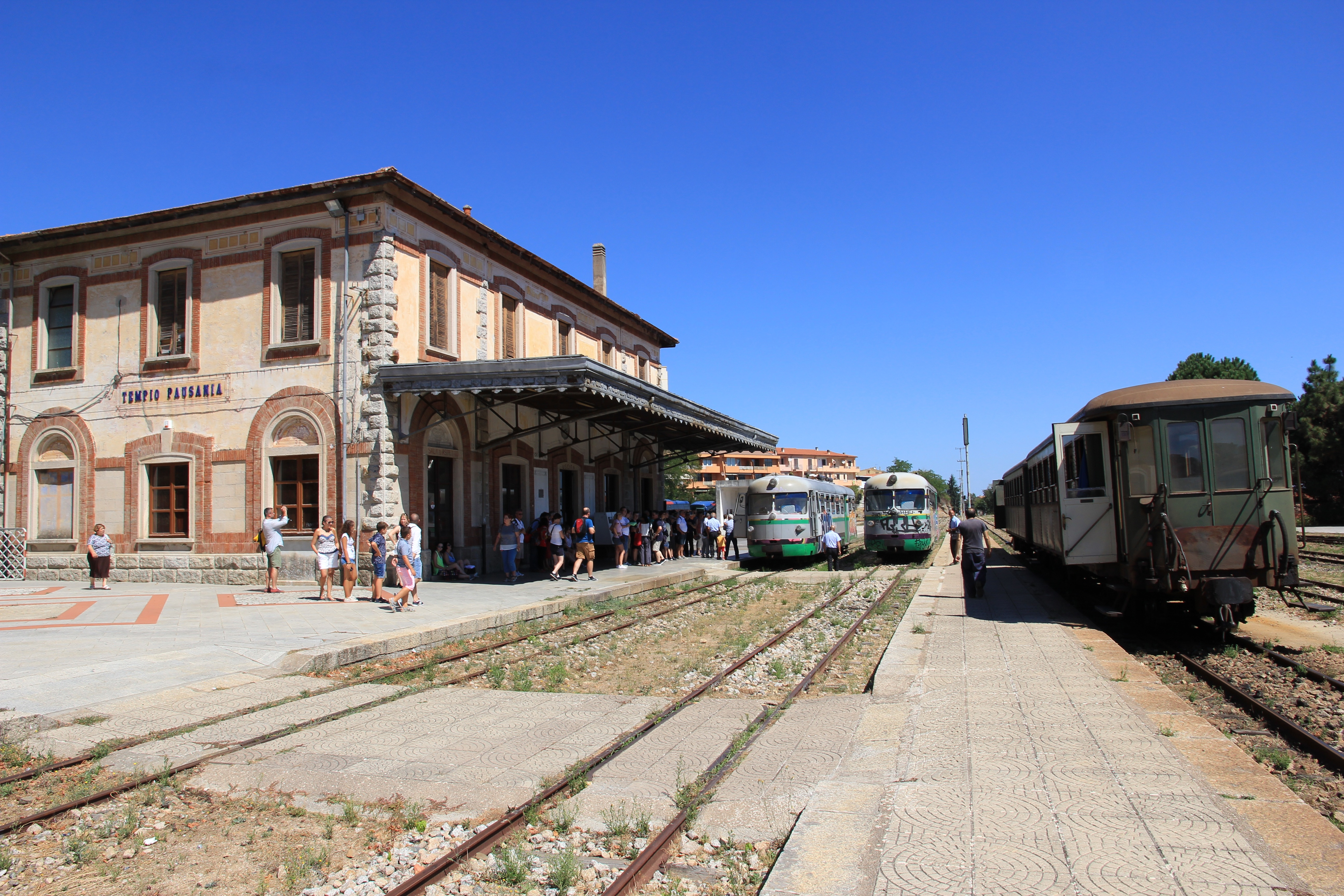
La stazione di Tempio, dal 1997 attiva solo per i convogli turistici del Trenino Verde

Il territorio comunale è attraversato dalla ferrovia Sassari-Tempio-Palau, linea utilizzata in questo tratto sino al 1997 per i servizi di trasporto pubblico e successivamente per esclusivi impieghi turistici legati al Trenino Verde. Il centro è dotato di una stazione ferroviaria, nel territorio comunale è inoltre presente la fermata di Aggius.

## Amministrazione
| Periodo         | Periodo         | Primo cittadino    | Partito                                      | Carica      | Note   |
| --------------- | --------------- | ------------------ | -------------------------------------------- | ----------- | ------ |
| 23 aprile 1995  | 16 aprile 2000  | Antonio Dibeltulu  | liste civiche di centro-sinistra             | Sindaco     | [ 25 ] |
| 16 aprile 2000  | 8 maggio 2005   | Antonio Pintus     | lista civica                                 | Sindaco     | [ 26 ] |
| 8 maggio 2005   | 30 maggio 2010  | Antonio Pintus     | lista civica                                 | Sindaco     | [ 27 ] |
| 30 maggio 2010  | 31 maggio 2015  | Romeo Frediani     | lista civica Tempio democratica per Frediani | Sindaco     | [ 28 ] |
| 31 maggio 2015  | 16 maggio 2019  | Andrea Biancareddu | lista civica Tempio rinasce                  | sindaco     | [ 29 ] |
| 16 maggio 2019  | 26 ottobre 2020 | Gianni Addis       | lista civica Tempio rinasce                  | vicesindaco | [ 30 ] |
| 26 ottobre 2020 | in carica       | Gianni Addis       | lista civica Tempio tradizione e futuro      | sindaco     | [ 31 ] |

### Gemellaggi
- Asiago[32], a Monte Zebio campo di battaglia della Brigata Sassari nella guerra mondiale (1916)
- Foza[32], campo di battaglia della Brigata Sassari nella guerra mondiale
- Sinnai[32], luogo di fondazione del 151º reggimento della Brigata Sassari (1º marzo 1915)
- Armungia[32], luogo di origine di Emilio Lussu, politico, scrittore e capitano della Brigata Sassari
- Fonni
- Porto Vecchio
- Sartene, per il carnevale

## Sport

### Calcio
- L'U.S. Tempio, la squadra di calcio cittadina, milita in Eccellenza, avendo alle spalle 13 campionati in Serie C2 e uno scudetto dilettanti di Serie D. Le partite casalinghe vengono disputate nello stadio comunale "Nino Manconi", omologato per la serie B (vi ha disputato diversi incontri il Cagliari) e avente una capienza estendibile fino a 11 700 spettatori.
- Verso la fine degli anni ottanta è stato istituito il settore giovanile calcistico tempiese "Civitas Tempio", che raccoglie la maggior parte dei ragazzi tempiesi[senza fonte]. Dal 2009 è stata protagonista nel rilancio del "Torneo Muzzetto", manifestazione improntata all'educazione sportiva intitolata ad Antonello Muzzetto, che organizza in collaborazione con "L'Associazione Torneo Muzzetto" e con la "S.E.F. Tempio".
- Dal 2008 al 2013 era presente, nel panorama sportivo tempiese, la scuola calcio "Boys Tempio 2008" che tra le altre cose organizza il Memorial Mego Baltolu, vetrina per i campioni in erba della Sardegna.

### Ciclismo
- Il 13 maggio 2007 la città ha ospitato la partenza della 2ª tappa del 90º Giro d'Italia 2007 (Tempio Pausania-Bosa di 206 km), vinta da Robbie McEwen.